# Куп три нације 2003.
Куп три нације 2003. (службени назив: 2003 Tri Nations Series) је било 8. издање овог најквалитетнијег репрезентативног рагби такмичења Јужне хемисфере.
Такмичење је освојио Нови Зеланд.

## Учесници
Напомена:
|   | Селекција                          | Стадион                              | Селектор      | Капитен        |
| - | ---------------------------------- | ------------------------------------ | ------------- | -------------- |
| 1 | Рагби репрезентација ЈАР           | Кока-кола парк, Јоханезбург (62 567) | Рудолф Строли | Виктор Метфилд |
| 2 | Рагби репрезентација Новог Зеланда | Еден Парк, Окланд (50 000)           | Џон Мичел     | Тана Умага     |
| 3 | Рагби репрезентација Аустралије    | Стадион Аустралија, Сиднеј (84 000)  | Еди Џоунс     | Џорџ Греган    |

## Такмичење
Јужна Африка - Аустралија 26-22
Јужна Африка - Нови Зеланд 16-52
Аустралија - Нови Зеланд 21-50
Аустралија - Јужна Африка 29-9
Нови Зеланд - Јужна Африка 19-11
Нови Зеланд - Аустралија 21-17

## Табела
|   | Селекција   | ИГ | Д | Н | И | ПД  | ПП  | ПР  | БП | Б  |  |
| - | ----------- | -- | - | - | - | --- | --- | --- | -- | -- |  |
| 1 | Ол блекси   | 4  | 4 | 0 | 0 | 142 | 65  | +77 | 2  | 18 |  |
| 2 | Валабиси    | 4  | 1 | 0 | 3 | 89  | 106 | -17 | 2  | 6  |  |
| 3 | Спрингбокси | 4  | 1 | 0 | 3 | 62  | 122 | -60 | 0  | 4  |  |

| Победник Купа три нације 2003. |
| ------------------------------ |
| Нови Зеланд 5. титула          |